# Tokyo Godfathers
Tokyo Godfathers (tiếng Nhật: 東京ゴッドファーザーズ, Tōkyō Goddofāzāzu) là phim anime hài kịch do Madhouse thực hiện bởi nhà đạo diễn người Nhật Bản Kon Satoshi, được công chiếu năm 2003. Bộ phim dựa trên tiểu thuyết Three Godfathers của Peter B. Kyne. Đây là bộ phim thứ ba mà Kon đạo diễn, và là phim thứ hai mà ông vừa viết vừa đạo diễn, cùng soạn kịch bản với ông là Nobumoto Keiko người từng được biết tới qua hai loạt anime Urufuzu Rein và Cowboy Bebop. Bộ phim có cốt truyện xoay quanh ba người vô gia cư tình cờ tìm thấy một em bé bị bỏ rơi gần dịp Giáng Sinh và quyết định đi tìm cha mẹ của em bé. Bộ phim mô tả một phần cuộc sống của những người vô gia cư cũng như có chủ đề về việc những người xa lạ đối xử với nhau trong cuộc sống ấy.
Tokyo Godfathers nhận được giải thưởng  Excellence Prize (Giải thưởng Xuất sắc) vào năm 2003 tại Japan Media Arts Festival. Phim cũng chiến thắng giải Best Animation Film tại giải thưởng Mainichi Film Awards lần thứ 58.
Phim anime cũng đã được phát trên toàn bộ hệ thống của kênh Animax Asia ở khu vực Đông Nam Á và Nam Á. Sony Pictures nắm bản quyền phiên bản tiếng Anh và đã phát hành ra thị trường quốc tế, hãng này cũng đã thực hiện và đăng ký bản quyền với một số ngôn ngữ khác như Đức, Pháp, Tây Ban Nha, Ý,...

## Cốt truyện
Vào đêm Giáng Sinh nọ, có ba kẻ vô gia cư: một người đàn ông trung tuổi nghiện rượu tên Gin, một drag queen tên Hana và một cô gái bỏ nhà đi bụi tên Miyuki; họ tìm thấy đứa trẻ sơ sinh bị bỏ rơi trong lúc họ lục bãi rác. Đi kèm với đứa bé vô danh này là một mảnh giấy nhờ vả người tìm thấy đứa bé nuôi nấng nó và một chiếc túi có chứa manh mối về ba mẹ đứa trẻ. Thế là bộ ba này quyết định lên đường đi tìm ba mẹ của nó. Con nhóc được đặt tên là Kiyoko (清子), nghĩa là "đứa trẻ ngây thơ thuần khiết" vì nó được họ tìm thấy vào đêm Giáng Sinh.
Khi ra ngoài khu nghĩa trang, họ bắt gặp một "sếp sòng" yakuza bị mắc kẹt dưới gầm xe hơi. Người đàn ông này có quen biết với chủ quán câu lạc bộ - nơi mẹ của Kiyoko từng làm việc ở đây và ông chủ quán này cũng sẽ cưới con gái của người đàn ông kia. Vào buổi tiệc cưới, chú rể nói với họ là mẹ đứa trẻ từng là gái phục vụ quán bar, tên là Sachiko, rồi đưa cho họ địa chỉ của người đàn bà này. Không may tiệc cưới bị gián đoạn giữa chừng, một sát thủ người Mỹ Latinh đội lốt một hầu gái đã ám sát bố vợ của chú rể, cũng là người đàn ông "sếp sòng" yakuza kia với khẩu súng ngắn Tokarev TT-33 nhưng bất thành. Thế nên, tên sát thủ bắt cóc Miyuki và đứa trẻ làm con tin, đem họ về nhà hắn. Tại đây, Miyuki đã kết bạn với vợ của tên sát thủ. Bà ta đã tâm sự và cho cô xem vài bức hình gia đình của bà.
Hana tìm kiếm Miyuki và Kiyoko, trong lúc Gin chăm sóc một ông lão vô gia cư sắp chết bên vệ đường. Sau khi đưa cho Gin một cái túi đỏ nhỏ, ông lão đã ra đi thanh thản. Vài thiếu niên du côn xuất hiện sau đó đã đánh Gin và xác chết của ông lão kia. Trong khi đó, Hana tình cờ tìm ra Miyuki và đứa nhóc, rồi cả ba cùng nhau tìm chỗ trú thân.
Hana dẫn họ đến câu lạc bộ cô từng làm việc. Gin tình cờ cũng ở đây vì được một thành viên câu lạc bộ cứu về. Bộ ba tiếp tục lên đường tìm nhà của Sachiko. Họ phát hiện ra mối quan hệ không mấy hạnh phúc giữa Sachiko và chồng cô. Sau đó, họ vào nghỉ tạm ở một cửa hàng tạp hóa nhưng bị nhân viên cửa hàng đuổi đi. Hana gục gã vì mệt, Gin và Miyuki đưa cô vào bệnh viện. Tại bệnh viện, Gin gặp con gái của ông đang làm y tá ở đây. Hana mắng nhiếc ông trước mặt con gái ông vì dám nói dối và bỏ đi khỏi bệnh viện cùng với Miyuki và Kiyoko.
Hana và Miyuki tìm thấy Sachiko khi cô ta chuẩn bị tự tử trên cầu. Sachiko van nài rằng: chồng cô đã bỏ đứa bé đi mà không nói cho cô biết. Sau đó, họ trả đứa bé về với mẹ của nó. Trong khi đó, Gin tìm ra chồng của Sachiko. Ông ta nói Kiyoko thật ra là đứa trẻ Sachiko đã ăn cắp tại bệnh viện. Sau khi biết được sự thật, bộ ba đã truy đuổi cô ta khắp thành phố trong cuộc đua xe kịch tính. Miyuki bám theo sau Sachiko lên đến tầng thượng của một tòa nhà. Cô ấy thú nhận mình từng mang thai để níu kéo chồng mình. Nhưng không may đứa trẻ đã chết non, thế là cô ta quyết định ăn cắp Kiyoko ở bệnh viện, rồi tự cho rằng đó là con của mình. Sachiko định nhảy lầu tự sát cùng với đứa bé, vừa lúc đó người chồng ra khỏi nhà (là căn hộ vừa khéo ở bên kia đường) và van nài người vợ hãy trở về và làm lại từ đầu nhưng Sachiko vẫn bất chấp nhảy xuống. Miyuki kịp thời bắt lấy tay cô ta, nhưng không may Sachiko làm tuột tay đứa bé. Hana nhảy theo xuống bắt lấy đứa bé và may mắn đáp xuống đường nhờ vào cơn gió mạnh kỳ diệu bỗng chốc thổi đến.
Hana, Miyuki và Gin được đưa đến bệnh viện. Miyuki đưa cho Gin điếu thuốc, vô tình làm rơi chiếc túi nhỏ màu đỏ của ông lão vô gia cư, trong đó chứa một vé trúng số độc đắc. Ba mẹ ruột của Kiyoko mong muốn bộ ba trở thành ba mẹ nuôi của đứa trẻ. Khi cảnh sát điều tra đến gặp họ, một trong những điều tra viên chính là ba của Miyuki và hai ba con đã được gặp lại nhau.

## Nhân vật chính
- Toru Emori trong vai Gin: Một người nghiện rượu mà trong một lần đã kiếm tiền bằng cách đua xe đạp. Ông ấy một lần đã tham gia một cuộc đua xe, nhằm kiếm tiền mua thuốc cho con gái khi bị ngã bệnh, ông đã ném tiền vào cuộc đua để có tiền cho việc học y khoa của con gái. Vụ bê bối bị đưa ra ánh sáng, ông mất việc và bị cấm chơi bất kì môn thể thao nào.
- Yoshiaki Umegaki trong vai Hana: Người tự nhận mình giống như Okama (người tiêu biểu cho Giống loài và Giới tính). Cô ấy được nuôi dưỡng bởi "Mẹ", một má mì đường phố đã đưa cô đi theo, sau khi cha mẹ cô bỏ rơi. Hana bắt đầu làm việc trong quán đường phố tên là "Mother's" (có nghĩa là "Của Mẹ") trong vai trò ca sĩ, nhưng cô đã bỏ đi sau sự việc bị công kích từ một khách hàng thô lỗ, người gọi cô là "old fart" - "rắm cũ". Cô luôn quả quyết muốn trở thành một người mẹ khi cô nhìn thấy đứa bé - Kiyoko, coi đó như một món quà từ Thượng đế.
- Aya Okamoto trong vai Miyuki: Một cô gái chạy trốn khỏi nhà vì ghét cách kiểm soát thái quá của cha cô, và trong một cuộc đấu khẩu gia đình mà cô đã gây sát thương cho cha mình. Miyuki đã bỏ chạy khỏi nhà sau vụ xô xát và từ chối quay trở lại. Cô tự suy xét chính bản thân như là một cô gái trẻ khá nổi loạn, ương ngạnh, bướng bỉnh và nhiều lúc thất thường; tuy nhiên cô lại rất quan tâm che chở Kiyoko như chị em ruột thịt.
- Satomi Korogi trong vai Kiyoko
- Shozo Lizuka Trong vai Ota

## Âm nhạc
Suzuki Keiichi đảm nhận việc biên soạn các bản nhạc dùng trong phim. Album chứa các bản nhạc này đã phát hành vào ngày 07 tháng 11 năm 2003.
| Tokyo Godfathers Suzuki Keiichi (東京ゴッドファーザーズ鈴木慶一) | Tokyo Godfathers Suzuki Keiichi (東京ゴッドファーザーズ鈴木慶一)                              | Tokyo Godfathers Suzuki Keiichi (東京ゴッドファーザーズ鈴木慶一) |
| STT                                                              | Nhan đề                                                                                       | Thời lượng                                                       |
| ---------------------------------------------------------------- | --------------------------------------------------------------------------------------------- | ---------------------------------------------------------------- |
| 1.                                                               | "Kiyoshi Kono Yoru (きよしこの夜)"                                                            | 1:05                                                             |
| 2.                                                               | "Furousha no Theme (浮浪者のテーマ)"                                                          | 2:25                                                             |
| 3.                                                               | "Gin no Theme (ギンのテーマ)"                                                                 | 1:02                                                             |
| 4.                                                               | "Tokyo Godfathers (東京ゴッドファーザー)"                                                     | 2:06                                                             |
| 5.                                                               | "Gin (ギン)"                                                                                  | 2:14                                                             |
| 6.                                                               | "Tansaku no Theme (探索のテーマ)"                                                             | 0:32                                                             |
| 7.                                                               | "Hana no Theme (ハナのテーマ)"                                                                | 0:48                                                             |
| 8.                                                               | "Tansaku no Theme 2 (探索のテーマ2)"                                                          | 0:48                                                             |
| 9.                                                               | "Doki Doki no Theme (ドキドキのテーマ)"                                                       | 0:50                                                             |
| 10.                                                              | "3-nin no Furousha (３人の浮浪者)"                                                            | 0:48                                                             |
| 11.                                                              | "Godfather no Youni (ゴッドファーザーのように)"                                               | 0:37                                                             |
| 12.                                                              | "Doki Doki no Theme 2 (ドキドキのテーマ２)"                                                   | 0:39                                                             |
| 13.                                                              | "Jiken (事件)"                                                                                | 1:33                                                             |
| 14.                                                              | "Sara ni Jiken? (更に事件？)"                                                                 | 1:36                                                             |
| 15.                                                              | "Doki Doki no Theme 3 (ドキドキのテーマ３)"                                                   | 0:26                                                             |
| 16.                                                              | "Machi no Seisoutai (街の清掃隊)"                                                             | 1:04                                                             |
| 17.                                                              | "Yureru Kokoro (揺れる心)"                                                                    | 0:48                                                             |
| 18.                                                              | "Hana (ハナ)"                                                                                 | 0:36                                                             |
| 19.                                                              | "Kiyoshi Kono Yoru (Instrumental) きよしこの夜（インストゥルメンタル）"                       | 1:14                                                             |
| 20.                                                              | "MAUVAIS GARCON"                                                                              | 1:20                                                             |
| 21.                                                              | "Sannin-gumi (三人組)"                                                                        | 1:50                                                             |
| 22.                                                              | "Sukima-kaze (すきま風)"                                                                      | 0:42                                                             |
| 23.                                                              | "Tansaku no Theme 3 (探索のテーマ3)"                                                          | 1:40                                                             |
| 24.                                                              | "Gin no kao (ギンの顔)"                                                                       | 1:43                                                             |
| 25.                                                              | "Koukyoukyoku dai-9-ban ni-chouchou Fiddle Version (交響曲第9番 ニ短調 フィドルヴァージョン)" | 0:56                                                             |
| 26.                                                              | "Yasashisa (優しさ)"                                                                          | 1:47                                                             |
| 27.                                                              | "Mukashibanashi (昔話)"                                                                       | 0:52                                                             |
| 28.                                                              | "Hana, saa Violin wo Hikou (ハナ、さあヴァイオリンを聞こう)"                                  | 0:43                                                             |
| 29.                                                              | "Gin to Nakama-tachi (ギンと仲間達)"                                                          | 0:54                                                             |
| 30.                                                              | "Ikken Rakuchaku (一件落着)"                                                                  | 0:48                                                             |
| 31.                                                              | "Doki Doki no Theme 4 (ドキドキのテーマ4)"                                                    | 0:19                                                             |
| 32.                                                              | "Doki Doki no Theme 5 (ドキドキのテーマ5)"                                                    | 1:05                                                             |
| 33.                                                              | "Tsuiseki (追跡)"                                                                             | 3:30                                                             |
| 34.                                                              | "Dakkai (奪回)"                                                                               | 1:20                                                             |
| 35.                                                              | "Kanashii Kurai ni Ijimashiku (悲しいくらいにいじましく)"                                     | 1:04                                                             |
| 36.                                                              | "Gin-chan (ギンちゃん)"                                                                       | 0:47                                                             |
| 37.                                                              | "No.9"                                                                                        | 5:00                                                             |
| 38.                                                              | "Mauvais garcon Karaoke (Mauvais garcon カラオケ)"                                            | 1:44                                                             |
| Tổng thời lượng:                                                 | Tổng thời lượng:                                                                              | 49:33                                                            |

## Đón nhận
Bộ phim nhấn mạnh sự ngẫu nhiên và dùng nó làm chủ đề phim. Nhà phê bình phim George Peluranee đã nhận xét là "Tokyo Godfathers là bộ phim nêu bật lên sự kết nối dù nhỏ nhoi nhưng quan trọng giữa mỗi người chúng ta với những người lạ mà chúng ta ngỡ như không có liên quan gì, với cách dẫn chuyện lôi cuốn về sự diệu kì, gia đình, tình yêu và sự tha thứ."
Susan Napier nhận xét rằng Tokyo Godfathers theo trường phái anime và manga với chủ đề gia đình ở khía cạnh tăm tối, đưa ra những vấn đề thường gặp của gia đình truyền thống, với nỗ lực xây dựng một gia đình giả lập trong xã hội Nhật Bản hiện đại ngày càng bấp bênh và cô lập. Bộ phim đặt ra những phê bình chỉ trích về gia đình truyền thống, rồi kết thúc trong cảm giác dè dặt, gây tranh cãi khi mọi người cuối cùng cũng quay về với kiểu gia đình truyền thống. Mặc dù kết phim dường như khá kinh điển và dễ đoán, bộ phim đã đề ra một phiên bản gia đình một cách toàn hiện hơn. Xuyên suốt câu chuyện, bộ ba vô gia cư này đã vô tình tạo ra một kiểu gia đình giả lập để bảo vệ họ khỏi thế giới bên ngoài và vượt qua những mặt tối trong tâm hồn họ.